# Isla Henry (Washington)
La isla Henry  es una isla del archipiélago de las islas San Juan, situadas en el estrecho de Georgia. Pertenecen al estado de Washington, Estados Unidos.
La isla posee un área de 1.593 millas cuadradas y carece de habitantes, según el censo de 2000. Se encuentra entre la pequeña isla Peral y la isla San Juan. Con la excepción de la isla Stuart, la isla Henry es la más occidental del archipiélago.